# Ian Bennett
Ian Bennett (Worksop, 10 ottobre 1971) è un ex calciatore inglese, di ruolo portiere, attuale preparatore dei portieri del Middlesbrough.

## Palmarès

### Club

#### Competizioni nazionali
- Third Division: 1

Birmingham City: 1994-1995
- Football League Two: 1

Huddersfield Town: 2012-2013
- Football League Trophy: 1

Birmingham City: 1994-1995